# سيدريك باكامبو
سيدريك باكامبو (بالفرنسية: Cédric Bakambu)‏ لاعب كرة قدم يلعب مع منتخب الكونغو الديموقراطية ونادي مارسيليا الفرنسي . ولد باكامبو في فيتري سور سين، إحدى ضواحي العاصمة الفرنسية باريس سنة 1991، و يحمل كذلك الجنسية الفرنسية.